# Zuihō (tàu sân bay Nhật)
Zuihō (kanji: 瑞鳳, âm Hán-Việt: Thụy phụng, nghĩa là "chim phượng tốt lành") là một tàu sân bay hạng nhẹ của Hải quân Đế quốc Nhật Bản. Nó được đặt lườn vào năm 1934 như là tàu chở dầu tốc độ cao Takasaki nhằm mục đích tiếp liệu cho tàu ngầm. Khi Nhật Bản ý thức được tầm quan trọng của tàu sân bay, Takasaki được cải biến vào tháng 1 năm 1940 thành tàu sân bay Zuihō.
Zuihō là chiếc tàu chị em của chiếc Shōhō. Lực lượng không quân phối thuộc bao gồm 16 chiếc máy bay tiêm kích Mitsubishi A6M "Zero" và 14 chiếc máy bay ném bom bổ nhào Aichi D3A "Val". Zuihō bị máy bay ném bom Mỹ đánh chìm trong trận chiến vịnh Leyte.

## Lịch sử hoạt động
Zuihō được đưa ra hoạt động cùng Hạm đội Liên hợp Nhật Bản vào tháng 1 năm 1941 và được bố trí đến Hàng không chiến đội 3 cùng với chiếc tàu sân bay Hōshō. Vào tháng 12 năm 1941, nó tham gia tấn công vào quần đảo Philippine, và vào tháng 1 năm 1942 nó hỗ trợ cho việc chiếm đóng Đông Ấn thuộc Hà Lan.
Zuihō từng tham dự trận Midway diễn ra vào tháng 6 năm 1942, nhưng chỉ trong lực lượng của hạm đội hỗ trợ và không đối đầu trực tiếp cùng các tàu sân bay Mỹ. Sau đó vào tháng 10 năm 1942, nó được bố trí vào Hàng không chiến đội 1 cùng Shōkaku và Zuikaku. Trong trận chiến quần đảo Santa Cruz, một máy bay ném bom của chiếc Enterprise đã đánh trúng và phá hỏng sàn đáp của chiếc Zuihō. 
Trong khoảng thời gian từ tháng 1 đến tháng 2 năm 1943, Zuihō cùng với các tàu sân bay Junyō và Zuikaku hỗ trợ việc triệt thoái lực lượng Nhật khỏi Guadalcanal. Đến tháng 2 năm 1944, nó tham gia trận chiến biển Philippine.
Ngày 24 tháng 10 năm 1944 trong trận chiến vịnh Leyte, nó tham gia cùng các tàu sân bay Chiyoda, Chitose và Zuikaku. Mang theo rất ít máy bay, nó được đưa ra làm vật hy sinh để "nhữ mồi" hạm đội tàu sân bay Mỹ tách khỏi lực lượng tàu chiến chủ lực của Nhật Bản. Trong trận chiến mũi Engaño, một đợt máy bay ném bom Mỹ đã đánh trúng sàn đáp của chiếc Zuihō. Sau khi các hư hỏng này được sửa chữa, ba đợt tấn công khác cuối cùng đã đánh chìm chiếc Zuihō.

## Danh sách thuyền trưởng
Như một tàu tiếp liệu tàu ngầm

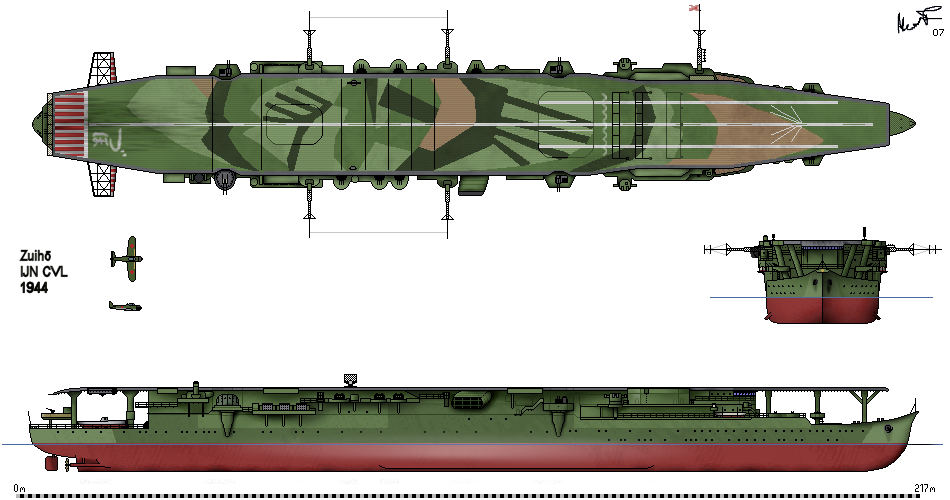

- Đại tá Miki Otsuka: 7 tháng 10 năm 1936 - 1 tháng 12 năm 1936
- Đại tá Gonichiro Kakimoto: 1 tháng 12 năm 1936 - 15 tháng 6 năm 1937
- không rõ: 15 tháng 6 năm 1937 - 15 tháng 12 năm 1938
- Đại tá Ryuji Nakazato: 15 tháng 12 năm 1938 - không rõ
- không rõ: không rõ - 24 tháng 4 năm 1940
- Đại tá Matsuro Eguchi: 24 tháng 4 năm 1940 - 15 tháng 10 năm 1940

Như một tàu sân bay hạng nhẹ
- Đại tá Matsuro Eguchi: 15 tháng 10 năm 1940 - 27 tháng 12 năm 1940
- Đại tá Tameki Nomoto: 27 tháng 12 năm 1940 - 20 tháng 9 năm 1941
- Đại tá Sueo Obayashi: 20 tháng 9 năm 1941 - 5 tháng 12 năm 1942
- Đại tá Bunjiro Yamaguchi: 5 tháng 12 năm 1942 - 5 tháng 7 năm 1943
- Đại tá Katsuji Hattori: 5 tháng 7 năm 1943 - 15 tháng 2 năm 1944
- Đại tá Kuro Sugiura: 15 tháng 2 năm 1944 - 25 tháng 10 năm 1944